# 克拉倫斯·古德森
克拉倫斯·古德森（英語：Clarence Goodson；1990年2月28日—）是美國的一位足球運動員，在場上的位置是後衛。他現在效力於北美職業足球大聯盟球隊聖何塞地震。
除了參加俱樂部的賽事之外，古德森也是美國國家足球隊的一員，並且入選了2014年巴西世界杯美國隊的大名單，但並未出場。